# Tabor wojskowy

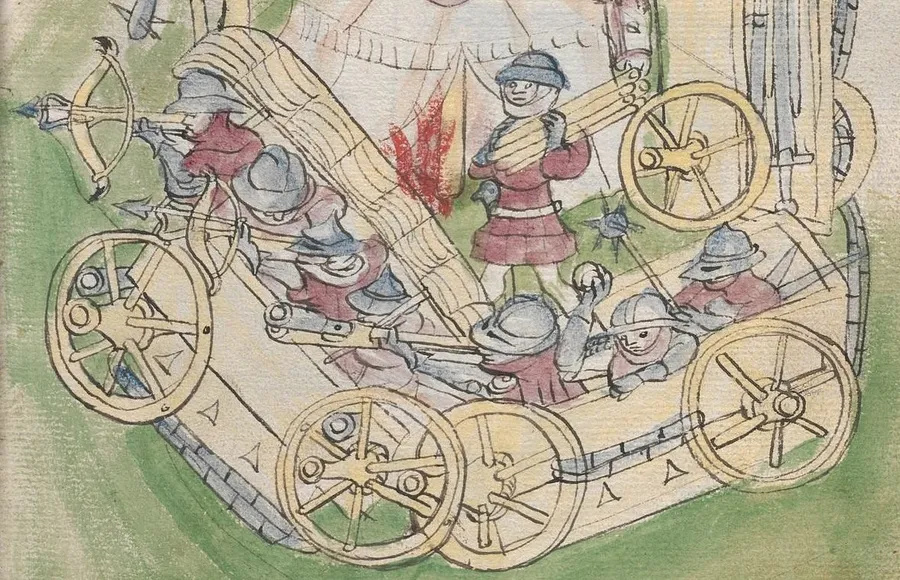
Husycka forteca z wozów – „Wagenburg”

Tabor wojskowy (częściej używane w formie liczby mnogiej: tabory wojskowe) – przewoźne obozowisko, przemieszczające się wraz z armią. Wraz z obozowiskiem na taborach przewożono zaopatrzenie i wyposażenie wojska, wraz z taborami przemieszczały się także warsztaty naprawcze sprzętu wojskowego, kuchnie i lazarety. Całość przenoszona bywała pieszo i przewożona przy pomocy furmanek i innych pojazdów zaprzęgowych. W razie zagrożenia pojazdy wchodzące w skład taborów można było w stosunkowo krótkim czasie rozmieścić wokół obozowiska, łącząc je ze sobą i formując z nich tymczasowe fortyfikacje.
Pierwsze opisy użycia taboru do walk pozycyjnych dotyczą armii Kaganatu Chazarskiego w czasie wojen arabsko-chazarskich w VI-VII wieku. Wojownikom konnym towarzyszyły lekkie kibitki, które w razie ataku przeciwnika wiązano, tworząc zaporę, spoza której łatwiej było się bronić.
Ten typ umocnień stosowano od starożytności do XX wieku, m.in. w walkach w Europie środkowej i wschodniej, np. w walkach z Mongołami w wieku XI, stosowali go husyci w XV wieku (wagenburg), armie Rzeczypospolitej, Turcy i Kozacy w wiekach XVI i XVII; taktyka obrony przy użyciu taborów stosowana była także przez północnoamerykańskich osadników w wieku XIX.
Nazwa „tabor” wywodzona jest od wzgórza Tabor w Galilei (Izrael), które dzięki swym warunkom naturalnym – w razie napaści – ułatwiało działania znajdujących się na szczycie obrońców.
Obecnie, wobec rozwoju taktyki walk na odległość przy użyciu artylerii, lotnictwa i pocisków rakietowych fortyfikowanie obozów metodami stosowanymi w poprzednich stuleciach straciło na znaczeniu i racjonalności. Równocześnie dzięki możliwościom zaopatrzenia lotniczego i istnienia szybkich i sprawnych środków transportu tabory w postaci znanej z historii praktycznie wyszły z użycia, zastąpione stacjonarnymi obozami wojskowymi rozwijanymi w pobliżu obszaru działań wojska, a do określenia transportów zaopatrzenia częściej używa się pojęcia „konwój wojskowy”.